# Luberon
Luberon je pohoří v jihofrancouzské oblasti Provence. Zaujímá rozlohu 600 km² a dělí se na Malý Luberon, Velký Luberon a Východní Luberon. Je tvořeno vápencem a bylo vyvrásněno na konci druhohor. Leží na rozhraní středozemní a alpské klimatické oblasti. V místních lesích převažuje borovice alepská a dub kermesový, na planinách roste levandule, mateřídouška a rozmarýn. Typickými dominantami krajiny jsou kamenné boudy zvané „borie“. V minulosti byla oblast vyhlášena těžbou okru. V pohoří se nachází přehrada Étang de la Bonde. V oblasti Plateau d'Albion byla v letech 1967 až 1999 sila balistických raket s jadernými hlavicemi.
V roce 1977 zde byla vyhlášena chráněná krajinná oblast Parc naturel régional du Luberon. K typickým zdejším druhům patří užovka iberská, šírohlavec ještěrčí, bělozubka nejmenší, orlík krátkoprstý nebo orel jestřábí. Pěstuje se zde mandloň obecná a vinná réva (místní vína mají ochranné označení původu Côtes du Luberon AOC). U obce Bonnieux byl v devatenáctém století vysazen cedr atlaský.
Nejdůležitějšími městy jsou Apt, Cavaillon, Pertuis a Manosque. Oblast okolo městečka Gordes je vyhledávaná turisty pod názvem Zlatý trojúhelník. V obci Roussillon žil za druhé světové války Samuel Beckett. Dalším známým místním spisovatelem je Peter Mayle, autor bestsellerů oslavujících zdejší krajinu, její víno a gastronomické speciality. Místní exteriéry byly také využity v řadě filmů, jako Napoleon (Abel Gance, 1927), Manon od pramene (Claude Berri, 1986) nebo Prázdniny pana Beana (Steve Bendelack, 2007).